# Copidozoum brevispinosum
Copidozoum brevispinosum är en mossdjursart som beskrevs av Jean-Loup d'Hondt 1986. Copidozoum brevispinosum ingår i släktet Copidozoum och familjen Calloporidae. Inga underarter finns listade i Catalogue of Life.